# Subang Jaya
Subang Jaya è una città della Malaysia nello Stato di Selangor. È una città suburbana posta a 25 km da Kuala Lumpur, capoluogo del distretto di Petaling, con una popolazione di 708.296 abitanti.
Subang Jaya comprende le strade da SS12 a SS19, la Bandar Sunway, USJ, Putra Heights e Batu Tiga.
La città è governata dal Consiglio città di Subang Jaya (MBSJ), che governa anche altre aree del distretto di Petaling non incluse in Petaling Jaya e nel Shah Alam.

## Storia
In origine, Subang Jaya era una cittadina di Petaling Jaya. A causa della popolazione elevata e dei rapidi sviluppi, ottenne lo status di municipio nel 1997, con la costituzione del Consiglio Municipale (Majlis Perbandaran Subang Jaya).
La città fu sviluppata dalla Sime UEP Berhad, ramo dedito allo sviluppo della proprietà del gruppo malese Sime Darby. 
In precedenza, il sito era una piantagione di palma da olio chiamata Seafield Estate, dipendente dalla municipalità di Petaling Jaya (Majlis Bandaraya Petaling Jaya). 
Attività edili per lo sviluppo del Subang Jaya iniziarono nel 1974 e furono concluse nel 1988. 
A seguito del completamento di Subang Jaya nello stesso anno, Sime UEP iniziò a liberare il terreno per lo sviluppo dell'USJ.
Nel 1997, al momento del cambio di status, l'autorità locale fu trasferita dal Majlis Perbandaran Petaling Jaya (MPPJ) (Petaling Jaya Municipal Council) al Majlis Perbandaran Subang Jaya (MPSJ) (Subang Jaya Municipal Council).
Lo MPSJ è l'autorità locale non solo per Subang Jaya, ma anche per USJ, Putra Heights, Batu Tiga, Bandar Sunway, Puchong, Bandar Kinrara, Seri Kembangan, Balakong e altre parti del distretto di Petaling.
Nel 2005, a Subang Jaya si verificò un incremento significativo dei casi di dengue.
Il 28 settembre 2011, alle 03:45, si verificò una grossa esplosione presso l'Empire Subang, sulla SS16.
I vigili del fuoco sospettarono che l'esplosione fosse stata causata da una fuga di gas.
Quattro persone rimasero ferite.